# Inga jimenezii
Inga jimenezii ist eine Baumart aus der Unterfamilie der Mimosengewächse (Mimosoideae). Sie ist in Costa Rica beheimatet.

## Beschreibung
Inga jimenezii ist ein kleiner Baum mit dicht rostrot flaumig behaarten, schwach korkwarzigen Zweigen. Die kahlen Blätter sind meist zweifach paarig gefiedert, die Blättchen elliptisch bis schwach eiförmig, auf der Oberseite schwach borstig, auf der Unterseite stark behaart. Das äußerste Blättchenpaar ist 19 bis 22 Zentimeter lang und 7 bis 10,5 Zentimeter breit, das innerste 4,5 bis 9 Zentimeter lang und 2,1 bis 5 Zentimeter breit.
Die Blattrhachis ist 4,4 bis 5,5 Zentimeter lang und wie der Blattstiel geflügelt. Zwischen jedem Blättchenpaar finden sich gestielte Drüsen. Die lanzettlichen Nebenblätter sind 1,5 bis 2 Millimeter lang und dauernd.
Die Blütenstände sind dichte Ähren, sie entspringen den Blattachseln und stehen einzeln. Der Schaft ist 2,5 bis 4,2 Zentimeter lang und stark behaart, die Rhachis 2,5 bis 4 Zentimeter lang. Die Blüten sind ungestielt und bis zu 2 Zentimeter lang. Die flachen Früchte sind 13 bis 16 Zentimeter lang, 2,5 bis 3,5 Zentimeter breit und dicht rostrot behaart.

## Verbreitung
Inga jimenezii ist endemisch in Costa Rica, sie besiedelt dort laubabwerfende Saisonregenwälder.

## Systematik und Botanische Geschichte
Die Art wurde 1991 von Nelson A. Zamora erstbeschrieben.

## Nachweise
- Anton Weber, Werner Huber, Anton Weissenhofer, Nelson Zamora, Georg Zimmermann: An Introductory Field Guide To The Flowering Plants Of The Golfo Dulce Rain Forests Costa Rica. In: Stapfia. Band 78, Linz 2001, S. 278, ISSN 0252-192X / ISBN 3-85474-072-7, zobodat.at [PDF]